# Такая злая, любовь моя
«Такая злая, любовь моя» (англ. So Evil My Love) — британско-американский психологический триллер режиссёра Льюиса Аллена, который вышел на экраны в 1948 году.
Фильм основан на популярном романе Марджори Боуэн 1947 года, которая опубликовала его под псевдонимом Джозеф Ширинг. В истории использованы элементы сюжета, связанные с загадочной смертью адвоката Чарльза Браво в 1876 году.
Действие картины разворачивается в эдвардианскую эпоху в Лондоне. Обходительный, красивый мошенник Марк Беллис (Рэй Милланд) вовлекает влюблённую в него вдову англиканского миссионера Оливию Харвуд (Энн Тодд) в кражу ценных бумаг у своей школьной подруги Сьюзан (Джеральдин Фицджеральд), которая вышла замуж за богатого чиновника Генри Кортни (Рэймонд Хантли). Частный детектив Джарвис (Лео Г. Кэрролл) по поручению Генри выясняет, что ценные бумаги реализует на рынке Марк. Согласно составленному им досье, в случае, если Марк попадёт в руки правосудия, ему грозит виселица. Когда Оливия по поручению Марка приходит к Генри, чтобы продать ему компрометирующие письма Сьюзен, тот предлагает обменять их на криминальное досье Марка. В процессе обмена Оливия отталкивает Генри, который теряет сознание, а вскоре умирает от отравления, подстроенного Оливией. Подозрение в убийстве падает на Сьюзен, которая оказывается в тюремной больнице. Оливия испытывает тяжёлое чувство вины из-за участи подруги, и лишь когда она встречает Китти (Мойра Листер), любовницу Марка, на которой видит подаренный ей Мраку медальон, она приходит к решению. Когда вместе с Марком она едет в экипаже, чтобы отправиться в Америку, Оливия бьёт его кинжалом в живот, а затем направляется в полицейский участок.
Большинство критиков положительно оценили картину за увлекательный сюжет, отличные декорации и костюмы, точную постановку и сильную актёрскую игру. Вместе с тем, отмечалось, что для фильма такого рода ему не хватает саспенса, и он слишком уходит в детали, становясь в эти моменты скучным.

## Сюжет
На борту корабля, следующего из Вест-Индии в Ливерпуль, находится молодая вдова англиканского миссионера Оливия Харвуд (Энн Тодд), которую корабельный врач уговаривает помочь в уходе за больными малярией. Там она знакомится с заболевшим обходительным красавцем Марком Беллисом (Рэй Милланд). К моменту прибытия корабля в порт Марк, выдающий себя за художника, полностью выздоравливает и заводит дружбу с Оливией, хотя она совершенно ничего не знает о его прошлом. При этом Марк явно опасается попасться на глаза полиции. В Лондоне Оливия селится в меблированных комнатах, которые она унаследовала от покойного мужа, и Марк, у которого нет ни денег, ни жилья, просит приютить его. Затем Марк приходит на квартиру к влюблённой в него грубоватой красавице Китти (Мойра Листер), заявляя ей, что переезжает в престижный район, где под окнами не дежурит постоянно полиция. Тем же вечером Марка находит с бывший сообщник Эдгар Беллами (Рэймонд Ловелл). Из их разговора становится ясно, что Марк бежал на Ямайку после того, как они оказались в розыске и обоим грозила смертная казнь. Эдгар предлагает Марку подделать картины Рубенса и Рембранта и продать их как подлинники, но Марк отказывается, так как искусство — это единственное, что он ценит в жизни. Эдгар же недоумевает, почему Марк, который занимается кражами картин, не хочет их подделывать, на что Марк отвечает, что его интересует качество картин, а не циничная спекуляция на них. В итоге они договариваются совершить кражу коллекции лорда Милбрука.
Вскоре Марк предлагает Оливии написать её портрет. Увидев законченную работу, Оливия приходит в сильное волнение, вспоминая о своём прошлом и своих тогдашних планах на жизнь. Марк обнимает её, и они целуются. В день перевозки коллекции лорда Милбрука Марк и Эдгар по крышам проникают в его дом, где под угрозой оружия запирают смотрителя и рабочих в изолированной комнате. Когда они уже готовы угнать фургон с произведениями искусства, смотритель разбивает окно и открывает огонь, который слышит полицейский. Услышав свисток, Марк и Эдгар, которые так и не смогли приноровиться к лошадям, бросают фургон и убегают. Вернувшись к Оливии, Марк говорит ей, что у него нет денег и он не смог добиться желаемого в Лондоне, и потому намерен покинуть город, чтобы попытаться добиться успеха в другом месте. Оливия, которая попала под очарование Марка и полюбила его, говорит, что готова любыми средствами удержать его рядом с собой. Нужда заставляет Оливию написать письмо своей единственной школьной подруге Сьюзен Кортни (Джеральдин Фицджеральд), которая живёт богатой жизнью в усадьбе своего мужа Генри (Рэймонд Хантли). Вопреки сопротивлению матери Генри Мартита Хант), считающей вдову миссионера недостойной для дружбы с женой будущего пэра, Сьюзен принимает Оливию. Оливия рассказывает, что во время проживания в Ямайке письма Сьюзен очень помогали ей поддерживать связь с родиной. Сьюзен, которая описывала в них некоторые романтические подробности своей жизни, способные её скомпрометировать, просит Оливию как можно скорее избавиться от этих писем. Сьюзен рассказывает, что её беспокоит здоровье Генри, у которого больное сердце. Оливия просит дать ей денег, чтобы поддержать погрязшего в долгах талантливого художника, однако Сьюзен нечем помочь, так как все деньги семьи находятся в руках Генри. Когда она поднимается в свою комнату, чтобы немного выпить и забрать для Оливии единственные 20 фунтов, которые она смогла сэкономить, в комнату заходит Генри, который заметно старше её. Он хладнокровно отбирает у Сьюзен графин с виски и просит выпроводить Оливию из дома. Отдавая Оливии деньги, Сьюзен не может сдержать слёз из-за своей несчастной семейной жизни с нелюбимым мужем, который слишком суров и изводит её своими претензиями и критикой. На прощанье Сьюзен уговаривает Оливию переехать жить в их дом, чтобы скрасить её жизнь.
Вернувшись домой, Оливия отдаёт деньги Марку, рассказывая о предложении Сьюзен пожить у неё, а также о том, что Сьюзен опасается по поводу своих откровенных доверительных писем, которые она писала Оливии на Ямайку. Она добавляет, что пообещала подруге уничтожить их. Марк целует Оливию и говорит, что между ними не может быть никаких секретов, после чего берёт почитать эти письма. После того, как об отношениях Оливии с Марком становится известно её квартирантке мисс Шубридж (Мюриел Эйкед), Оливия ради сохранения своей репутации просит его съехать с квартиры. Марк уходит в свою комнату, где читает письма Сьюзен. Тем же вечером Оливия говорит, что не сможет с ним расстаться, после чего в знак любви Марк дарит ей свой перстень, а она ему — свой медальон на цепочке. Затем Марк говорит, что ключом к их богатству станет письмо Оливии, в котором она признаётся в любви к другому мужчине и сожалеет, что вышла замуж за Генри. Марк уверен, что Генри, высокопоставленный королевский советник, выложит за это письмо не менее тысячи фунтов. Для начала Марк предлагает, чтобы Оливия приняла предложение Сьюзен и переехала в их особняк. Оливия поначалу отказывается, но Марк убеждает её, что для них это единственный шанс добиться счастливой жизни. Так как всё это противоречит убеждениям Оливии, в смятённых чувствах она убегает в миссионерское общество с просьбой направить её на какую-нибудь работу за пределами Англии. В миссии ей говорят, что единственной возможностью для неё будет снова выйти замуж за миссионера, но она на это не готова. Пока Оливия в церкви думает о своём будущем, там появляется Марк, и она чувствует в нём единственного близкого человека.
Генри приглашает Оливию для разговора в свой офис, предлагая стать компаньонкой Сьюзен с зарплатой 75 фунтов в год. Оливия считает, что это слишком скромная зарплата, однако Генри на цифрах показывает, что это соответствует её нынешнему финансовому положению. В задачу Оливии будет входить постоянное наблюдение за Сьюзен, которая уже более года увлекается выпивкой, и эта страсть может довести её до психиатрической клиники. Оливия соглашается помочь Сьюзен. Устроившись в дом, Оливия чувствует там себя вполне комфортно, о чём пишет Мраку, который тем временем развлекается с Китти. Он дарит любовнице кулон Оливии и обещает через несколько недель увезти её в Америку. После появления в доме Оливии у Сьюзен возрождается интерес к жизни, и она пишет письмо своему возлюбленному Джону, которое Оливия берётся доставить на почту. Сьюзен благодарит подругу за то, что с ней всегда можно поговорить, и что ей можно доверять. Вскоре Генри требует у Оливии отчёт, но та говорит, что ей нечего рассказывать, кроме того, что настроение Сьюзен улучшилось. Затем Оливия приезжает к Марку и по его просьбе рассказывает, что своих денег у Сьюзен нет, только скромное содержание от мужа, акции на несколько тысяч фунтов и некоторое количество драгоценностей. Марк просит в следующий раз принести эти акции, он также забирает письмо, которое Сьюзен написала Джону. Марк собирается точно скопировать письмо Сьюзен, включая её почерк, не объясняя причин.
Вернувшись в дом Кортни, Оливия застаёт рыдающую Сьюзен, которая сообщает, что Генри в спальной осматривает доктор. Она рассказывает, что после ужина Генри попытался обнять и поцеловать её. Когда она оттолкнула мужа, он схватился за горло, покраснел и упал на пол без сознания. Сьюзен откровенно заявляет, что хотела, чтобы в этот момент он умер, и хочет этого до сих пор. После того, как Генри отказывается от услуг доктора, Оливия вызывается позаботиться о нём. Она говорит, что привезла из Ямайки лекарство от сердечной болезни, которое эффективнее, чем то, что есть в Европе, и Генри просит дать его. Он передаёт матери слова доктора, что он не может иметь детей, и Генри после выздоровления собирается поехать по этому поводу на приём к известному французскому специалисту. Оливия даёт Генри своё лекарство, и уже на следующее утро он чувствует себя значительно лучше. После этого он разрешает Оливии выйти вместе с Сьюзен вечером в свет. Тем временем Марк продаёт брокеру Сметерсу (Эрнест Джэй) акции Сьюзен на пятьсот фунтов. Не понимая происхождения акций, Сметерс даёт задание своему детективу Джарвису (Лео Г. Кэрролл) проследить за Марком. Сьюзен в компании Оливии приходит на светский вечер в надежде встретиться со свои возлюбленным. Там же появляется Марк, представляясь Сьюзен как деловой партнёр её мужа, Оливия же делает вид, что едва с ним знакома. Наконец Сьюзен встречает на балу красавца Джона Кёрла (Родерик Ловелл), и Оливия оставляет их наедине. Джон приглашает Сьюзен на частный ужин к своей сестре, где они смогут пообщаться без посторонних глаз. Марк сообщает Оливии, что продал первую часть акций Сьюзен за 300 фунтов, и просит вернуться к Сьюзен, чтобы её общение с Джоном не зашло слишком далеко.
Вскоре Сьюзен получает письменное приглашение на ужин для себя и Оливии от Миллисент Сейпер, сестры Джона. Когда они в вечерних платьях готовятся к отъезду, их приглашает в свой кабинет Генри, который неожиданно вернулся из командировки. Он спрашивает, по какой причине Сьюзен связалась с брокерской компанией и продаёт ей свои акции. Сьюзен говорит, что сама изъявила желание продать акции и по собственной воле даёт Оливии свою одежду, которая несоизмеримо дороже, чем годовое содержание Оливии. После этого Генри сообщает, что завтра Сьюзен будет направлена в санаторий, а в услугах Оливии он больше не нуждается. Когда Сьюзен уходит, Генри называет Оливию обманщицей и воровкой, которая развращает его жену. Оливия приезжает в свой дом, рассказывая Марку, что Генри узнал об акциях и уволил её, а Сьюзен запер в её комнате вплоть до отправки в санаторий. Марк обращает внимание на драгоценности Сьюзен, которые есть у Оливии, на что она говорит, что это всё отвратительно. Марк убеждает Оливию, у них нет другого выхода, и они целуются. На следующий день Оливия приносит Генри письма, компрометирующие Сьюзен, предлагая их купить. Среди них и письмо Джону, написанное совсем недавно. За письма Оливия требует пять тысяч фунтов наличными. Она требует деньги сегодня вечером, а затем, удовлетворённая, уезжает на экипаже вместе с поджидавшим её Марком. Он уже купил для них билеты на поезд, который отбывает сегодня вечером. Тем временем Сметерс и детектив Джарвис дают Генри полный отчёт о слежке за Марком. Джарвис рассказывает, что Марк известный преступник, проходивший по многим делам, которого в случае поимки повесят. Когда Джарвис собирается отнести собранные материалы в Скотленд-Ярд, Генри забирает их, заявляя, что Джарвис работает на него и будет делать то, что он скажет.
В особняке Оливия собирает свои вещи, после чего просит служанку отправить их на вокзал, так как сегодня уезжает за границу. В этот момент Генри просит Оливию спуститься в свой кабинет, где пересказывает ей всю криминальную биографию Марка. Он говорит, что будь эта информация в руках у полиции, Марка бы повесили, и но он готов отдать ей досье в обмен на письма Сьюзен. Оливия соглашается и отдаёт Генри письма, в ответ он даёт ей отчёт детектива, а потом сообщает, что это всего лишь копия. Оливия подбегает к его письменному столу и пытается открыть ящик. Генри отталкивает её, но когда она бьёт его в грудь, он хватается на сердце и падает. Появляются слуги, которые относят Генри в спальную и вызывают ему доктора. Оставшись в кабинете одна, Оливия берёт яд для растений и добавляет его в бутылочку со своим лекарством, которым раньше лечила Генри, а затем ставит её в шкафчик. После этого она берёт у дворецкого ключ от комнаты Сьюзен и заходит к ней. Сьюзен пребывает в истеричном состоянии от того, что сделал с ней муж. Оливия сообщает Сьюзен, что её муж сильно болен, и она могла бы помочь ему. Сьюзен берёт из шкафчика бутылочку Оливии и даёт из неё лекарство Генри. Оливия же в этот момент вскрывает рабочий стол Генри и достаёт оттуда письма Сьюзен, которые рвёт и сжигает в камине. Появляется доктор Паунд (Ги Лефевр), который сообщает, что Генри умер, но не от сердечного приступа.
Оливия приезжает на вокзал к поезду, где встречает Марка. Она рассказывает, что Генри умер, но перед этим раскопал всю криминальную биографию Марка, и она была вынуждена устроить его смерть руками Сьюзен. Об отравлении пока известно только доктору. Марк заставляет Оливию вернуться и пойти на допрос в полицию, в противном случае они попадут под подозрение. Марк инструктирует её, как отвечать на вопросы, не выдавая своего участия в отравлении и в связи с Марком, а сам уезжает в Париж. В течение трёх дней проходит коронерский суд, который рассматривает две версии смерти Генри. Согласно первой, он покончил жизнь самоубийством из-за слабого здоровья. Согласно второй, его сознательно отравили. Известно, что перед смертью лекарство ему дала Сьюзен, которая, по её словам, не знала, что в лекарстве содержится яд. С момента переноса Генри в спальню в непосредственный контакт с Генри вступали только Сьюзен и служанка. Свидетели также сообщают о том, что слышали, как Сьюзен на словах желала смерти своему мужу, последний раз это было не более чем за полчаса до его смерти. Кроме того, Сьюзен страдала алкогольной зависимостью, и в ночь своей смерти Генри вопреки её желанию собирался отправить Стюзен на лечение в санаторий. Судья считает, что только у Сьюзен был мотив убить Генри, после чего прямо в зале она падает в обморок. В Париже Марк читает в газетах, что Оливия выразила убеждённость в том, что Генри покончил жизнь самоубийством, сознательно приняв яд. Приговор будет объявлен сегодня. Эдгар говорит, что все улики говорят против Сьюзен, которую скорее всего признают виновной в убийстве. Присяжные выносят вердикт, согласно которому было совершено умышленное убийство, и выдвигают обвинение в этом преступлении против Сьюзен. Дело передаётся в суд.
Когда Оливия приходит домой, то видит там Джарвиса, который представляется как доверенный детектив Генри. Он уверен, что убийство совершили Марк и Оливия, но не спешит идти в полицию, так как у него нет доказательств. Он напоминает, что она не только совершила убийство, но и отправила на виселицу за это преступление свою невиновную подругу. Оливия приходит в тюремную палату к Сьюзен, которая убедила себя, что это она убила мужа. Оливия сочувствует Сьюзен, и вернувшись домой, пишет прочувственное письмо Марку, в котором говорит о том, что вряд ли сможет выносить груз вины в одиночестве. Марк понимает, что Оливия ему небезразлична. Он поручает Эдгару найти клиента, для которого напишет двух «рембрантов» за десять тысяч фунтов. Он также просит заказать ему два билета на корабль до Нью-Йорка. Оливия дома мучительно страдает от чувства собственной вины, когда появляется Марк. Они обнимаются, и он предлагает ей немедленно уехать. Марк утешает её, что скорее всего, Сьюзен направят на принудительное лечение. Она не понесёт ответственности, и, по его словам, виновен во всём сам Генри. Марк предлагает завтра же уехать в Ирландию, там пожениться, а оттуда отправиться в Америку. Чтобы их не заметили вместе, они договариваются встретиться завтра вечером перед отъездом у Вестминстерского аббатства. Когда Марк выходит из дома, за ним следит Джарвис. Вскоре к Оливии заходит Китти, которой Джарвис сообщил о Марке. Она говорит, что жила здесь с Марком и прекрасно знала об Оливии. Увидев на шее у Китти свой медальон, Оливия срывает его и просит, чтобы Китти немедленно ушла. Встретившись у Вестминстерского аббатства, Марк и Оливия вместе едут в экипаже, где он оживлённо рассказывает ей, как они завтра окажутся в Ливерпуле, оттуда переедут в Ирландию, а через десять дней уже будут в Нью-Йорке. Марк просит прощения за все беды, которые причинил Оливии, и обещает ей счастливую жизнь. Затем, заметив медальон на шее Оливии, он меняется в лице, и в этот момент Оливия бьёт его кинжалом в живот, после чего направляется в полицейский участок.

## В ролях
- Рэй Милланд — Марк Беллис
- Энн Тодд — Оливия Харвуд
- Джеральдин Фицджеральд — Сьюзен Кортни
- Лео Г. Кэрролл — Джарвис
- Рэймонд Хантли — Генри Кортни
- Рэймонд Ловелл — Эдгар Беллами
- Мартита Хант — миссис Кортни
- Мойра Листер — Китти Фэзерс
- Родерик Ловелл — сэр Джон Кёрл
- Мьюриел Эйкед — мисс Шубридж
- Финли Карри — доктор Крайли
- Морин Дилэйни — Кёртис
- Айвор Бернард — мистер Уотсон
- Эрнеси Дээй — Смэтерс
- Хью Гриффит — коронер
- Зена Маршалл — Лизетт
- Элиот Мейкхэм — Джо Хелливелл
- Ги Лефевр — доктор Паунд
- Винсент Холман — Роджерс

## Создатели фильма и исполнители главных ролей
Как написал историк кино Ричард Харданд Смит, фильм основан на романе Джозефа Ширинга (англ. Joseph Shearing) 1947 года «Чтобы она увидела» (англ.  For Her to See), опубликованном в США под названием «Такая злая, любовь моя». «Джозеф Ширинг» — это один из многочисленных псевдонимов популярной британской писательницы Габриэль Маргарет Вир Кэмпбелл Лонг (англ.  Gabrielle Margaret Vere Campbell Long), более всего известной как Марджори Боуэн. Сегодня имя писательницы, опубликовавшей более 150 своих сочинений, практически не известно, тем не менее, она «сохраняет прочную репутацию среди узкого круга поклонников литературы благодаря качеству и изобретательности её фантастических книг о сверхъестественном, исторических драм и готических романов». По книгам и сценариям Боуэн были поставлены, в частности, такие фильмы, как «Знак Каина» (1947), «Мускусная роза» (1947), «Бланш Фьюри» (1948) и «Под знаком Козерога» (1949), а также несколько эпизодов телесериалов 1954—1962 годов.
Продюсера фильма Хэла Уоллиса помнят прежде всего по вестернам категории В и фильмам с Элвисом Пресли, однако, как пишет Смит, «мало кто знает, что этот независимый продюсер-новатор был беззастенчивым англофилом». Любовь Уоллиса ко всему британскому простиралась до того, что он построил себе копию английского поместья в долине Сан-Фернандо стоимостью 30 тысяч долларов. Ближе к концу карьеры Уоллес спродюсировал ещё три фильма на «британскую» тему — «Бекет» (1964), «Анна из тысячи дней» (1969) и «Мария — королева Шотландии» (1971).
Главные роли в этой картине исполнили Рэй Милланд, Энн Тодд и Джеральдин Фицджеральд, актёры из Великобритании, которые стали звёздами в Голливуде. Уроженец Уэльса, Рэй Милланд с 1933 года работал в Голливуде как актёр, начав кинокарьеру как «лихой исполнитель главных ролей». В 1944 году Милланд снялся в популярном фильме ужасов «Незваные» (1944), режиссёром которого был Льюис Аллен, а в 1946 году был удостоен «Оскара» за исполнение главной роли в фильме «Потерянный уикэнд» (1945). Затем, как пишет Смит, он «перешел к более жёстким, а иногда и откровенно злодейским ролям». В частности, он сыграл дьявола-искусителя в нуаре «Псевдоним Ник Бил» (1949), физика-ядерщика, выдающего государственные секреты и сожалеющего об этом, в фильме нуар эпохи Холодной войны «Вор» (1952), а также коварного изощренного преступника, который намерен убить свою жену, в фильме Альфреда Хичкока «В случае убийства наберите „М“» (1954). В период с 1955 по 1968 год Милланд выступал также в качестве режиссёра, поставив пять полнометражных фильмов и несколько эпизодов различных телесериалов.
Англичанка Энн Тодд успешно перебралась из лондонского Вест-Энда в Голливуд, сыграв, в частности, главные роли в фильме «Седьмая вуаль» (1945) с Джеймсом Мейсоном и в «Деле Парадайна» (1947) Хичкока, где её партнёром был Грегори Пек. Исполнительница второй главной женской роли, ирландка по происхождению, Джеральдин Фицджеральд приехала из Лондона сначала на Бродвей, где Уоллис увидел её игру в театре Орсона Уэллса Mercury Players, подписав с ней семилетний контракт. В 1940 году она была номинирована на «Оскар» за роль второго плана в фильме «Грозовой перевал» (1939). Она также известна по фильмам «Дозор на Рейне» (1943), «Никто не вечен» (1946) и «Ростовщик» (1964). Как отмечает Смит, современной аудитории Фитцджеральд, пожалуй, больше всего известна по ролям семейных матриархов в фильмах «Артур» (1981) с Дадли Муром и «Полтергейст II: Другая сторона» (1986).
Как далее пишет Смит, «заметный представитель британской „колонии“ Голливуда, Лео Г. Кэрролл, воплотил свою мрачную натуру в роли призрака Марли в экранизации книги Диккенса „Рождественский гимн“ (1938)», сыграл в нескольких фильмах Хичкока, а позднее «обрёл бессмертие в поп-культуре», сыграв начальника шпионской сети Александра Уэйверли в хитовом телесериале NBC «Человек из А.Н.К.Л.» (1964—1968).

## История создания фильма
Сценарий фильма написали Леонард Спигелгасс и Рональд Миллер на основе романа Марджори Боуэн 1947 года «Чтобы она увидела» (англ. For Her to See), который она опубликовала под псевдонимом Джозеф Ширинг. История была дополнена деталями из реального дела о загадочной смерти британского адвоката Чарльза Браво (англ.  Charles Bravo) в 1876 году.
В отличие от романа в драматической концовке фильма героиня Тодд движима, по мнению обозревателя «Нью-Йорк Таймс» Босли Краузера, «не столько местью, сколько совестью, что, может быть, более сдержанно и праведно, но не так ярко, как мучительная смерть в снегу».
Воспользовавшись тем, что после Второй мировой войны средства американской киностудии Paramount Pictures были заморожены в Великобритании и не могли быть выведены за рубеж, продюсер Хэл Уоллис организовал съёмки этого фильма на английской студии Denham Studios, дав Милланду в «поддержку нескольких надежных голливудских актёров второго плана, которые были родом со всех концов Британских островов». Фильм был произведён в Великобритании компаниями Hal Wallis Productions и Paramount Pictures, став первой картиной Paramount, снятой в послевоенной Англии.
Основные съемки начались в студии Denham Studios и на натуре в Лондоне 6 мая 1947 года и завершились 12 августа 1947 года. Согласно сообщениям «Голливуд Репортер», некоторые сцены были сняты на натуре в парке «Линкольнс-Инн-Филдс» в Лондоне. Фильм вышел на экраны 27 мая 1948 года.
Фильм начинается со следующего письменного пролога: «Это правдивая история… одна из самых странных глав в анналах преступности. Её герои жили более пятидесяти лет назад… они были главными фигурами в страстной игре любви и убийства. Всё началось на борту парусника, направлявшегося домой из Вест-Индии в Ливерпуль».

## Оценка фильма критикой
После выхода фильма на экраны кинокритик «Нью-Йорк Таймс» Босли Краузер, в частности, написал: «Талант писателя Джозефа Ширинга передавать словами сдержанную, но чудовищную злобу викторианских дам, погрязших в преступлениях, снова ускользнул от создателей фильма, которые хотели воплотить это на экране, на этот раз в дорогостоящей экранизации романа этого автора». Проблема создателей картины заключается в том, что они пытались «охватить множество деталей и при этом создать сильный саспенс». По словам критика, «продюсер Хэл Уоллис не пожалел ни шиллинга, чтобы придать элегантности этой истории об утонченном преступлении и наказании, которую он снимал на британской студии. Его дамы безупречно одеты в сверкающие шелка и бомбазины, его джентльмены носят жилеты самого лучшего покроя, и всех окружают дворецкие и горничные». Столь же красивы и декорации, но «в сценарии слишком много путаницы с довольно банальным сюжетом». Кроме того, по мнению Краузера, «слишком много времени тратится на рассмотрение заманчивых, но тривиальных подробностей сложного плана шантажа, чтобы создать необходимый саспенс… и к тому времени, когда действие яда закончится и начнутся масштабные сцены возмездия», зрители, скорее всего, уже потеряют к происходящему интерес.
Как отмечает современный кинокритик Ричард Харланд Смит, эта картина «относится к поджанру фильмов, в котором эмоции, мотивы, психозы и принуждения, характерные для фильмов нуар, были перенесены в истории, действие которых происходило на рубеже XIX—XX веков». Так называемый «газовый нуар» богат такими фильмами, как британский «Газовый свет» (1940) и его американский ремейк (1944), «Площадь похмелья» (1945), «Подозреваемый» (1944) и «Винтовая лестница» (1945), а также «Мускусная роза» (1947).
В рецензии журнала Time Out фильм охарактеризован как «небезынтересное продолжение нуарового цикла, снятого британской компанией Paramount по мотивам романа Джозефа Ширинга, который специализировался на викторианской готике». В изысканной обстановке того времени «Милланд берёт на себя роль роковой женщины, соблазняет степенную вдову миссионера, а затем преднамеренно и безрассудно толкает её на путь шантажа и убийства». Как далее отмечает рецензент, фильм отличает «мрачная, точно выверенная режиссура Аллена (он снял замечательный атмосферный фильм „Незваные“), которая, к сожалению, тяготеет к скуке из-за немного пресной игры Тодд и Милланда».
По словам современного критика Дерека Виннерта, «это энергичная викторианская мелодрама, захватывающе написанная и мастерски поставленная», действие которой проходит в «едкой отвратительной атмосфере».

## Оценка актёрской игры
По мнению Краузера, Энн Тодд «изысканно точна и эмоционально сбалансирована в роли бедной вдовы миссионера, которая становится ловким исполнителем изощренного преступления, а Рэй Милланд учтиво обманчив в роли подонка, который вовлекает её в свои дела». Что касается Джеральдин Фицджеральд, то она «трогательно страдает в роли английской леди, которой приходится скрывать своё прошлое».
Виннерт отмечает, что в фильме «три великолепных исполнителя главных ролей, а также великолепная поддержка со стороны горячо любимых британских актёров Лео Г. Кэрролла, Рэймонда Хантли, Мартиты Хант и Мойры Листер».